# Kömeç
Kömeç ou "jigirdekli çörek" da culinária do Turquemenistão são o equivalente da bola de carne com torresmos de Portugal.  
Os “torresmos” do Turquemenistão, "jigirdek", são provenientes da preparação do gowurdak, carne conservada na sua própria gordura, que resulta de derreter o sebo de carneiro ou vaca. Estes torresmos são picados, misturados com cebola e salteados. Para a massa do pão, mistura-se farinha de trigo com água e sal e amassa-se até ficar uma bola macia; cobre-se com um pano e deixa-se descansar. Depois, tende-se numa camada fina que se cobre com a mistura de torresmo e cebola, transforma-se num rolo que se enrola numa espiral e deixa-se descansar de novo. Estes rolos são depois estendidos para fazerem pães ovais finos, que são cozidos no forno (tradicionalmente, o tandur).